# Britt McKillip
 (janvier 2011).
Si vous disposez d'ouvrages ou d'articles de référence ou si vous connaissez des sites web de qualité traitant du thème abordé ici, merci de compléter l'article en donnant les références utiles à sa vérifiabilité et en les liant à la section « Notes et références ».
Pour les articles homonymes, voir McKillip.
Britt McKillip est une actrice canadienne née le 18 janvier 1991 en Colombie-Britannique.
Elle a acquis une certaine notoriété pour avoir joué le rôle de Regie Lass dans la série Dead Like Me, mais elle a également joué dans des téléfilms moins connus tels que Trois vœux pour Noël de David Weaver en 2006 où elle joue le rôle de Britney King.
En 2012, elle connaît le succès en doublant la Princesse Mi Amor Cadenza (Princesse Cadence) dans la série My Little Pony.

## Biographie
Son père, Tom McKillip, est producteur, et sa mère, Lynda McKillip, écrit des chansons.
Elle a une sœur aînée, Carly McKillip, qui est également actrice. 
Britt se produit avec sa sœur dans leur groupe de musique country One More Girl.
Leur premier album, Big Sky, est sorti le 6 octobre 2009 au Canada. 
En 2014, le groupe canadien de musique country sort son nouveau single the hard way.

## Filmographie

### Cinéma
- 1998 : Acrophobie : Rachel Jeune
- 2000 : Mission To Mars de Brian De Palma : Une petite fille à la fête
- 2002 : Le Sang du frère (My Brother's Keeper) de John Badham : Marcie / Lucinda jeune
- 2007 : Trick 'r Treat de Michael Dougherty : Macy
- 2009 : Dead Like Me : Life After Death : Regina "Regie" Lass

### Télévision

#### Téléfilm
- 2005 : La Dernière Chance (FBI: Negotiator) de Nicholas Kendall : Annie Moss
- 2005 : Bob le majordome (Bob the Butler) de Gary Sinyor : Alex
- 2006 : Trois vœux pour Noël (Holiday Wishes) de David Weaver : Britney King
- 2008 : L'As de cœur (Ace of Hearts) de David Mackay : Julia Harding McKenzie
- 2013 : Un Noël tous ensemble (Coming Home For Christmas) : Melanie

#### Série télévisée
- 1998 : Chérie, j'ai rétréci les gosses (Honey, I Shrunk the Kids: The TV Show) (saison 2, épisode 06 : Chérie, en vieillissant on devient sage) : Mme McGann Jeune
- 1998 - 1999 : Au-delà du réel (The Outer Limits) :
  - (saison 4, épisode 15 : Mary 25) : Brook Bouton
  - (saison 5, épisode 04 : Les Grells) : Sarah Kohler
- 2003 - 2004 : Dead Like Me : Regina "Regie" Lass

## Doublage
- 2001 : Franklin : Betty (voix)
- 2001 : Barbie Casse-noisette : Petite fille bonbon à la menthe (voix)
- 2002 - 2005 : Baby Looney Tunes : Lola Bunny (voix)
- 2002 : Barbie, princesse Raiponce : Princesse Melody (voix)
- 2005 : Barbie Fairytopia : Pixie 1
- 2006 : Barbie au bal des douze princesses : Princesse Janessa (voix)
- 2007 : Barbie Princesse de l'île merveilleuse : Rita (voix)
- 2012 : My Little Pony : Princesse Cadence (voix)

## Discographie
Britt appartient au groupe One More Girl dont le premier album Big Sky est sorti le 6 octobre 2009.